# Segeran
Segeran is een bestuurslaag in het regentschap Indramayu van de provincie West-Java, Indonesië. Segeran telt 9923 inwoners (volkstelling 2010).